# Bild (Mathematik)

Das Bild dieser Funktion ist
{A, B, D}

Bei einer mathematischen Funktion {\displaystyle f} ist das Bild, die Bildmenge oder der Bildbereich einer Teilmenge {\displaystyle M} des Definitionsbereichs die Menge der Werte aus der Zielmenge {\displaystyle Y}, die {\displaystyle f} auf {\displaystyle M} tatsächlich annimmt.
Häufig werden dafür auch die Wörter Wertemenge oder Wertebereich benutzt, die aber bei anderen Autoren zur Bezeichnung der ganzen Zielmenge {\displaystyle Y} verwendet werden.

## Definition

### Übliche Notationen
Für eine Funktion {\displaystyle f\colon X\to Y} und eine Teilmenge {\displaystyle M} von {\displaystyle X} bezeichnet man die folgende Menge als das Bild von M unter f:
{\displaystyle f(M):=\{f(x)\mid x\in M\}\;\;\subseteq Y.}
Das Bild von {\displaystyle f} ist dann das Bild der Definitionsmenge unter {\displaystyle f}, also:
{\displaystyle \operatorname {Bild} (f):=f(X).}
Im Allgemeinen nutzt man die übliche Mengennotation, um die Bildmenge darzustellen, in der oberen Grafik ist das bspw. {\displaystyle \mathrm {Bild} (f)=\{A,B,D\}.}

### Alternative Notationen
- Obige Schreibweise {\displaystyle f(M)} ist mit Vorsicht zu genießen. Ist {\displaystyle M} eine Menge und {\displaystyle X:=M\cup \{M\}}, so ist {\displaystyle M\subset X} und {\displaystyle M\in X}. Für eine Funktion {\displaystyle f\colon X\to Y} ist {\displaystyle f(M)} dann mehrdeutig. Es kann für das Bild der Menge {\displaystyle M\subset X} oder für den Funktionswert von {\displaystyle M\in X} stehen. Daher verwenden manche Autoren eckige Klammern, das heißt {\displaystyle f[M]} für die Bildmenge. Als weitere Bezeichnungsweise kommt gelegentlich {\displaystyle f''M} vor.[4][5] In vielen Bereichen bereitet diese Mehrdeutigkeit keine Probleme.

- Für {\displaystyle \operatorname {Bild} (f)} ist auch die englische Bezeichnung {\displaystyle \operatorname {im} (f)} („im“ vom englischen Wort image) gebräuchlich.

## Beispiele

### Quadratfunktion
Wir betrachten die Funktion {\displaystyle f\colon \mathbb {Z} \to \mathbb {Z} } (ganze Zahlen) mit {\displaystyle f(z):=z^{2}}.
- Hierbei werden verschiedene Eingabemengen nicht unbedingt auf verschiedene Bildmengen geschickt:

{\displaystyle f(\{1,2,3\})=\{1,4,9\}\ }
{\displaystyle f(\{-3,-2,-1\})=\{1,4,9\}\ }
{\displaystyle f(\{-3,-2,-1,1,2,3\})=\{1,4,9\}\ }
- Insgesamt ist die Menge der Quadratzahlen das Bild der Funktion:

{\displaystyle \operatorname {Bild} (f)=\{0,1,4,9,16,25,36,49,\dotsc \}\ }

### Weitere bekannte Funktionen
- {\displaystyle \sin(\mathbb {R} )=[-1,1]}: Die Sinusfunktion pendelt zwischen −1 und 1. Jeder Punkt aus {\displaystyle [-1,1]} wird unendlich oft angenommen.
- {\displaystyle \exp(\mathbb {R} )=\mathbb {R} ^{+}=\{x\in \mathbb {R} \mid x>0\}}. Das Bild der Exponentialfunktion besteht aus allen positiven Zahlen. Jeder Punkt aus {\displaystyle \mathbb {R} ^{+}} wird genau einmal angenommen.
- Ist {\displaystyle f\colon \mathbb {R} \to \mathbb {R} ,x\mapsto x^{2}} die Quadratfunktion, so ist {\displaystyle f(\mathbb {R} )=\mathbb {R} _{0}^{+}=\{x\in \mathbb {R} \mid x\geq 0\}}. Die {\displaystyle 0} wird genau einmal angenommen, jeder andere Punkt des Bildes genau zweimal.

## Eigenschaften
Es sei {\displaystyle f\colon X\to Y} eine Funktion und {\displaystyle M} und {\displaystyle N} seien Teilmengen von {\displaystyle X}:
- {\displaystyle f(\varnothing )=\varnothing }
- {\displaystyle M\subseteq N\implies f(M)\subseteq f(N)}
- {\displaystyle f} ist genau dann surjektiv, wenn {\displaystyle \operatorname {Bild} (f)=Y}.
- {\displaystyle f(M\cup N)=f(M)\cup f(N)}
- {\displaystyle f(M\cap N)\subseteq f(M)\cap f(N)}
Ist {\displaystyle f} injektiv, dann gilt hier ebenfalls die Gleichheit.

Die Aussagen über Vereinigung und Durchschnitt lassen sich von zwei Teilmengen auf beliebige Familien von Teilmengen verallgemeinern, die Teilaussage über Gleichheit bei Injektivität nur bei nichtleeren Familien.

## Bilder von Strukturen
Hat man es mit Strukturen auf Mengen und strukturerhaltenden Abbildungen zu tun, so hat man eine solche Struktur in der Regel auch auf der Bildmenge. Mit Bild oder Bildraum meint man dann oft die Bildmenge mit dieser Struktur.
- Betrachtet man etwa Gruppen (Mengen mit einer Gruppenstruktur) und Gruppenhomomorphismen, so ist das Bild ebenfalls eine Gruppe, genauer eine Untergruppe der Zielgruppe. Das gilt allgemein für algebraische Strukturen, siehe dazu Bilder in algebraischen Strukturen.

- Im Falle topologischer Räume erklärt man zu einer Abbildung in eine andere Menge auf dem Bild die Quotiententopologie, was die Abbildung stetig macht.

- In der Maßtheorie überträgt man Maße auf einen Bildraum mit der Konstruktion des Bildmaßes.